# Mikeno
Mikeno je neaktivní stratovulkán z období pleistocénu, která se nachází v Demokratické republice Kongo 35 km severovýchodně od města Goma. S výškou 4437 m n. m. je druhou nejvyšší horou v pohoří Virunga a třináctou nejvyšší v celé Africe. Její svahy jsou porostlé tropickým deštným lesem a byl zde v roce 1925 zřízen národní park Virunga, kde žijí kriticky ohrožené gorily východní. Název hory znamená v jazyce domorodců „chudá“ a získala ho pro své nehostinné srázy.